# Crash Bandicoot: The Wrath of Cortex
Crash Bandicoot: The Wrath of Cortex é um jogo eletrônico de plataforma desenvolvido pela Traveller's Tales e publicado pela Universal Interactive. Foi lançado primeiro para o PlayStation 2 e posteriormente portado para o Xbox e GameCube, com a Eurocom desenvolvendo a versão para este último. O jogo é o quarto título principal da série Crash Bandicoot e foi o primeiro a ser lançado para um console que não era um PlayStation.

## História
A história desse jogo se passa muitos anos depois do jogo anterior.
Numa estação espacial flutuando na órbita da Terra, Uka Uka reclama com o Dr. Neo Cortex, N. Gin, Pequeno Tigre (Tiny Tiger), Dingodile e o Dr. Nefasto Tropy (Respectivamente, os chefes em "Crash Bandicoot Warped") que suas incompetências foram desastrosas e diz que é melhor arrumarem logo um bom plano para que possam destruir Crash e seus amigos. N. Gin acidentalmente deixa escapar que Cortex andou trabalhando numa arma super-secreta dia e noite desde a última vez em que Crash o derrotou. Cortex confirma a afirmação, mas diz que o elemento crucial que falta é a fonte de poder. Ao ouvir a palavra "elemento", Uka Uka começa a ponderar e pensa em libertar os Elementais, máscaras maléficas capazes de controlar os quatro elementos da natureza e que estavam hibernando há milênios. Cortex então decide usar Crunch (a tal arma super secreta), um bandicoot geneticamente alterado por ele (Cortex) como cobaia controlada pelos Elementais. Nisso, os malvados começam seu plano.
Na Ilha de N. Sanidade, os Bandicoots cuidavam de sua vida quando várias catástrofes naturais começam a acontecer lá. Desconfiado de que Uka Uka está tramando mais uma das suas, Aku Aku vai ao encontro dele e aprende sobre seu plano. Então, os Bandicoots devem coletar Cristais de Poder para que os Elementais possam voltar a hibernar. Então, eles rumam para a mais nova invenção de Coco, o Sistema VR Hub.
Crash coleta todos os cristais que o elemental de terra esconde, e tem que enfrentar Crunch com o poder do elemental.
Crunch luta com crash na forma de uma bola de pedra e Crash na forma de uma bola de vidro.
Crash o derrota e então vai para a próxima máscara.
O elemental de água: Depois de pegar os cristais, luta novamente com Crunch, mas agora ele está gigante e com o corpo formado de água. Crash tem que girar nele várias vezes, até ele não aguentar.
Na vez do elemental de fogo, Crashes to Ashes, Crunch cria uma barreira de fogo para crash não o pegar, mas ele encontra um robô a prova de fogo e o derrota novamente.
O de ar Atmospheric Preassure, dá forças de um furacão para Crunch, mas Crash o derrota.
Dr. Neo cortex e Uka-Uka também escondem cristais, mas Crash os encontra, tendo que lutar com Crunch uma última vez.
Agora ele usa todos os elementais de uma vez e Cortex está assistindo tudo, mas Crunch fica bravo e dá um soco no Dr. Neo Cortex. Crash dá bazookada ou giro várias vezes, e derrota Crunch.
A história acaba com Uka Uka reclamando com Cortex porque não conseguiu derrotar crash e ele atira em um reator da nave e eles usam uma cápsula para escapar enquanto crunch volta ao normal e foge com crash na nave de coco. No final aparece Uka Uka e Cortex na antardida congelados num iceberg.

## Avaliação
O jogo recebeu notas medianas por não ter nada de novo na jogabilidade e por ser muito parecido com o seu antecessor, e teve vendas mais baixas do que o esperado. Esse fato foi humorosamente comentado em Crash Twinsanity, onde Cortex culpa as vendas baixas do jogo pela razão de o cheque de um personagem ter voltado.

## Elenco
- Brendan O'Brien: Crash Bandicoot
- Debi Derryberry: Coco Bandicoot
- Clancy Brown: Dr. Neo Cortex, Uka Uka
- Kevin Michael Richardson: Crunch Bandicoot
- Thomas F. Wilson: Rok-Ko
- R. Lee Ermey: Wa-Wa
- Mark Hamill: Py-Ro
- Jess Harnell: Lo-Lo
- Corey Burton: N. Tropy, N. Gin

## Versão Beta
Em 2000, Mark Cerny estava trabalhando em um jogo da série Crash Bandicoot para o PlayStation 2. Não se sabe muito sobre o jogo, a não ser pelo fato de que ele apresentaria uma característica de mundo aberto e usaria todos os recursos do PlayStation 2. Após a Universal Interactive Studios se desentender com a Sony e Mark Cerny o projeto foi abandonado, a Travellers Tales levou o jogo e o desenvolveu como um título padrão da série chamado Crash Bandicoot: The Wrath of Cortex e lançado em 2001. Não existem imagens sobre o game, porém um vídeo da versão alfa do game foi lançado como um vídeo promocional antes do game ser cancelado.